# Fructona
A Fructona, também conhecida como cetal da maçã e applinal, é um aromatizante sintético com odor de frutas que se assemelha à maçã, ao ananás e ao morango com notas amadeiradas de pinho.

## Química
A fructona é um acetal que resulta da reação do acetoacetato de etila com o etilenoglicol por intermédio de uma catálise ácida.